# Давид ди Донателло 1990
35-я церемония вручения наград премии «Давид ди Донателло» состоялась 2 июня 1990 года в Театро Витторио Венето.

## Победители и номинанты

### Лучший фильм
- Открытые двери, режиссёр Джанни Амелио
- Красный штрафной, режиссёр Нанни Моретти
- Голос луны, режиссёр Федерико Феллини
- Странная болезнь, режиссёр Марио Моничелли
- История мальчиков и девочек, режиссёр Пупи Авати

### Лучшая режиссура
- Марио Моничелли — Странная болезнь
- Джанни Амелио — Открытые двери
- Пупи Авати — История мальчиков и девочек
- Федерико Феллини — Голос луны
- Нанни Лой — Беспризорники
- Нанни Моретти — Красный штрафной

### Лучший дебют в режиссуре
- Рикки Тоньяцци — Piccoli equivoci
- Джакомо Кампиотти — Corsa di primavera
- Джанфранко Кабидду — Недружелюбие
- Ливия Джампальмо — Эвелина и её дети
- Моника Витти — Тайный скандал

### Лучший сценарий
- Пупи Авати — История мальчиков и девочек
- Нанни Моретти — Красный штрафной
- Сузо Чекки д’Амико и Тонино Гуэрра — Странная болезнь
- Джанни Амелио, Vincenzo Cerami и Алессандро Сермонета — Открытые двери
- Нанни Лой и Эльвио Порта — Беспризорники

### Лучший продюсер
- Марио Чекки Гори, Витторио Чекки Гори и Джанни Минервини — Турне
- Марио Орфини — Мой дорогой доктор Граслер
- Анджело Барбагалло и Нанни Моретти — Красный штрафной
- Анджело Риццоли — Открытые двери
- Джованни Ди Клементе — Беспризорники
- Марио Чекки Гори, Витторио Чекки Гори — Голос луны

### Лучшая женская роль
- Елена София Риччи — Ne parliamo lunedì
- Вирна Лизи — Веселое рождество… Хороший год
- Стефания Сандрелли — Эвелина и её дети
- Лина Састри — Piccoli equivoci
- Анна Бонаюто — Donna d’ombra

### Лучшая мужская роль
- Паоло Вилладжо — Голос луны (ex aequo)
- Джан Мария Волонте — Открытые двери (ex aequo)
- Массимо Троизи — Который час?
- Серджио Кастеллитто — Piccoli equivoci
- Джанкарло Джаннини — Странная болезнь
- Нанни Моретти — Красный штрафной

### Лучшая женская роль второго плана
- Нэнси Брилли — Piccoli equivoci
- Стефания Сандрелли — Странная болезнь
- Памела Виллорези — Эвелина и её дети
- Мариэлла Валентини — Красный штрафной
- Аманда Сандрелли — Уметь любить

### Лучшая мужская роль второго плана
- Серджио Кастеллитто — Три колонки в хронике
- Эннио Фантастичини — Открытые двери
- Алессандро Абер — Willy Signori e vengo da lontano
- Витторио Каприоли — Странная болезнь
- Роберто Читран — Piccoli equivoci

### Лучшая операторская работа
- Джузеппе Ротунно — Мой дорогой доктор Граслер
- Тонино Делли Колли — Голос луны
- Паскуалино Де Сантис — Забыть Палермо
- Тонино Нарди — Открытые двери
- Лучано Товоли — Который час?

### Лучшая музыка
- Клаудио Маттоне — Беспризорники
- Марио Нашимбене — Blue dolphin — l’avventura continua
- Риц Ортолани — История мальчиков и девочек
- Никола Пьовани — Голос луны
- Армандо Тровайоли — Который час?

### Лучшая песня
- 'A Città 'E Pulecenella di Claudio Mattone — Беспризорники
- Фьоренцо Карпи — Красивый священник
- Марио Нашимбене — Blue dolphin — l’avventura continua
- Эннио Морриконе — Мой дорогой доктор Граслер
- Энцо Янначчи и Паоло Йанначчи — Piccoli equivoci

### Лучшая художественная постановка
- Данте Ферретти — Голос луны
- Джантито Буркьелларо — Мой дорогой доктор Граслер
- Амедео Фаго и Франко Вельчи — Открытые двери
- Марио Гарбулья — Скупой
- Франко Вельчи — Странная болезнь

### Лучший костюм
- Джанна Джисси — Открытые двери
- Милена Канонеро, Альберто Версо — Мой дорогой доктор Граслер
- Маурицио Милленотти — Голос луны
- Данта Ортона — Беспризорники
- Грациелла Вирджили — История мальчиков и девочек

### Лучший монтаж
- Нино Баральи — Голос луны
- Нино Баральи — Турне
- Руджеро Мастроянни — Забыть Палермо
- Симона Паджи — Открытые двери
- Амедео Сальфа — История мальчиков и девочек

### Лучший звук
- Ремо Уголинелли — Открытые двери
- Франко Борни — Красный штрафной
- Тициано Кротти — Турне
- Раффаэле Де Лука — История мальчиков и девочек
- Ремо Уголинелли — Piccoli equivoci

### Лучший иностранный режиссура
- Луи Маль — Милу в мае

### Лучший сценарий иностранного фильма
- Вуди Аллен — Преступления и проступки

### Лучший иностранный продюсер
- Ноэль Пирсон — Моя левая нога

### Лучшая иностранная актриса
- Джессика Тэнди — Шофёр мисс Дэйзи

### Лучший иностранный актёр
- Филипп Нуаре — Жизнь и больше ничего

### Лучший иностранный фильм
- Общество мёртвых поэтов, режиссёр Питер Уир

### Premio Alitalia
- Нино Манфреди

### Давид Лукино Висконти
- Эрик Ромер

### David speciale
- Альберто Сорди